# Pygmaeolus nitidus
Pygmaeolus nitidus là một loài tò vò trong họ Ichneumonidae.